# Santo Mazzarino
Santo Mazzarino (Catania, 27 de enero de 1916 - Roma, 18 de mayo de 1987) fue un historiador italiano considerado uno de los principales historiadores del siglo XX, en particular, sobre el mundo de la Antigüedad tardía en la antigua Roma.

## Biografía
Después de haber mostrado, ya desde niño en la escuela primaria, una particular atracción por las lenguas antiguas, con la lectura de poemas homéricos en griego antiguo, en 1932, se matriculó en la Facultad de Letras de la Universidad de Catania. En 1935 publicó publicó su escrito Achei d’Italia e del Peloponeso, y se interesó por la periferia de la Grecia clásica. Sin embargo, cuando se graduó en junio de 1936, se enfocó en el Imperio Tardorromano, con su tesis de licenciatura: Intorno alla storia romana del periodo stiliconiano (Alrededor de la historia romana del período estilicónico, que fue aprobada con honores y derecho de impresión, con Luigi Pareti como director. En diciembre del mismo año la tesis fue premiada por la Universidad de Florencia con el Premio Cantoni.
En plena Segunda Guerra Mundial, que marcará a Mazzarino en su visión decadente y pesimista de la historia, publicará en 1942, con base en su tesis, después de una extensa reelaboración: Stilicone. La crisi imperiale dopo Teodosio, como tercer número de la Collana Studi publicada por el Regio Istituto Italiano per la Storia Antica. Ese mismo mes, gracias a una beca, se trasladó durante un año a la Universidad de Múnich para seguir cursos avanzados de especialización en historia antigua bajo la dirección de Walter F. Otto y Rudolf Pfeiffer. Esta estancia le llevaría a centrar su interés, a través de la historiografía alemana, en el fenómeno bárbaro y las culturas nacionales emergentes.
En 1943, empezará a enseñar Historia Antigua en la Facultad de Letras de Catania y posteriormente, obtendrá la cátedra en Historia romana en la Universidad La Sapienza de Roma. Mazzarino ya era visto como uno de los principales historiadores de Italia e ingresó en la Accademia Nazionale dei Lincei.
Enseñó en la Universidad de Catania y luego en la Universidad 'La Sapienza' de Roma, donde fue profesor de historia romana. Fue miembro nacional de la Accademia Nazionale dei Lincei.

## Legado
Aunque su nombre está ligado principalmente a la Antigüedad tardía, de la que fue un original intérprete con sus obras: Stilicone; Aspetti sociali del IV secolo, Storia sociale del Vescovo Ambrogio o Antico, tardoantico ed era costantiniana, sus investigaciones abarcan desde la Antigua Grecia Jónica a la Roma arcaica e imperial: Fra Oriente e Occidente, Dalla monarchia allo stato repubblicano o L'impero romano. También estudió la decadencia y el fin de Roma con: La fine del mondo antico, y los problemas de la historiografía con: Storia romana e storiografia moderna o Vico, l'annalistica e il diritto.
Su influyente libro La fine del mondo antico (1959) examinó la Caída del Imperio romano de Occidente como resultado del decadentismo. Ha sido muy leído también entre los no especialistas y se ha traducido a varios idiomas. Como marxista, culpó a la misma decadencia de los males del mundo moderno. Su obra principal, Il pensiero storico classico, sigue siendo hoy un hito fundamental e insustituible para quien quiera recordar la antigüedad y reinterpretar el pensamiento de los historiadores que nos la han transmitido, con una mirada nueva y original.
Esta, como sus otras obras, han sido objeto de una nueva publicación. Actualmente la reedición de sus principales textos es un proyecto editorial de la editorial Bollati Boringhieri.

## Obras
- Angelo Signorelli, ed. (1942). Stilicone. La crisi imperiale dopo Teodosio. Roma: Collana Studi pubblicati dal R. Istituto Italiano per la Storia Antica -Fascicolo terzo. Collana Storica, Rizzoli, Milán, 1990, ISBN 978-88-17-33616-1.
- Dalla monarchia allo stato repubblicano. Ricerche di storia romana arcaica, 1945 (Reimpresión: Rizzoli, Milán, 2001 ISBN 9788817336277).
- Fra Oriente e Occidente. Ricerche di storia greca arcaica, 1947 (Reedición de Bollati Boringhieri, Turín, 2007 ISBN 9788833917641).
- Aspetti sociali del quarto secolo: ricerche di storia tardo-romana. L'Erma di Bretschneider, Roma, 1951 (Ahora Rizzoli, 2002, ISBN 9788817128056).
- L'impero romano, 1956 (Parte seconda del Trattato di storia romana, Roma, Tumminelli, 1956; (Reimpresión: [Laterza], Bari, I Vol., 2004, ISBN 9788842023777 - II Vol. 2003, ISBN 9788842024019).
- Introduzione alle guerre puniche. Rizzoli, 2003, ISBN 9788817101042.
- La fine del mondo antico. Le cause della caduta dell'impero romano (1959); Rizzoli, 1988, ISBN 9788817100465; Bollati Boringhieri, 2008, ISBN 9788833919485.
- Il pensiero storico classico (3 vol., 1965-66) (Reedición en 3 Vol., Laterza, 1997-2000 ISBN 9788842022626, ISBN 9788842022817, ISBN 9788842022831), Premio Viareggio Saggistica.[4]
- Il basso impero. Antico, tardoantico ed era costantiniana. 2 volúmenes, Dedalo, Bari, 1974-1980 (2ª ed. 2003, 2 Vol., ISBN 9788822005137, ISBN 9788822005144).
- Storia sociale del Vescovo Ambrogio. Roma, L'Erma di Bretschneider, 1989 ISBN 9788870626643.
- Vico, l'annalistica e il diritto, Guida, Nápoles, 1971 ISBN 9788870424669.
- Storia romana e storiografia moderna. Nápoles, Conte, 1954.
- Serena e le due Eudossie. Roma, Istituto Nazionale di Studi Romani, 1946 ISBN 9788873112211.